# Symfonie nr. 47 (Haydn)
De Symfonie nr. 47 is een symfonie in de toonsoort G majeur van Joseph Haydn, die hij vermoedelijk in 1772 gecomponeerd heeft. Het werk heeft als bijnaam de Palindroomsymfonie.
De bijnaam palindroom verkreeg de symfonie door het derde deel, het menuetto al roverso, waarbij het thema zowel van voor naar achter, als van achter naar voor kan worden gespeeld.

## Orkestratie
- 2 hobo's
- 1 fagot
- 2 hoorns
- Violen
- Altviolen
- Celli
- Contrabas

## Delen

### 1e deel:Allegro
Dit deel staat in G majeur. Haydn bouwt zijn eerste thema uit op basis van 2 korte motieven, die beide een gepuncteerd ritmisch element bevatten. Die twee motieven openen het werk:
- Maat 1: een ritmisch motief (a), te horen in de hoornpartij
- Maat 2: een melodisch motief (b), te horen bij de strijkers

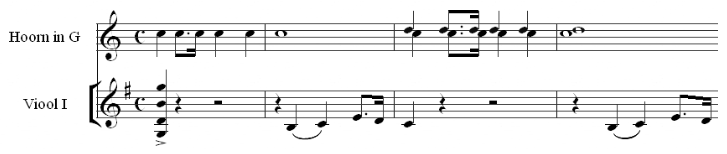
Het openingsthema van de 47e symfonie: een ritmisch motief bij de hoorns en een dynamisch motief bij de violen.

Het tweede en meer lyrische thema bestaat uit snelle en dartele triolen, die voorkomen bij de strijkers. Dit thema symboliseert de prinses in het werk, terwijl het eerste, eerder ritmischer en dynamischer thema de prins voorstelt.

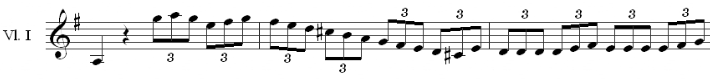
Het tweede thema van de 47e symfonie: een lyrische triolenpartij bij de violen staat in schril contrast met het eerste thema.

Met deze twee thema's bouwt Haydn de sonatevorm uit van het eerste deel. Er is een duidelijke structuur aanwezig:
- Expositie:
  - Thema 1 (motief a en motief b), opgebouwd naar een climax
  - Herhaling van thema 1 met een kleine variatie van motief b in de strijkerspartij
  - Thema 2: triolenmotief in de strijkers
  - Slotzin
- Herhaling van de expositie
- Doorwerking:
  - Chromatische verwerking van thema 1: de hoornpartij gaat gestaag chromatisch omhoog, terwijl de strijkers volgen
  - Combinatie van het triolenmotief en motief b uit thema 1
  - Een zogenaamde valse reprise, waarbij modulaties worden aangewend
  - Verwerking van thema 2
- Re-expositie of reprise:
  - Thema 1: motief a en b worden herhaald, maar nu in de kleine toonaard (g mineur)
  - Thema 1 wordt niet herhaald, men gaat meteen over naar thema 2
  - Gevarieerde herhaling van thema 1
- Slotzin

### 2e deel: Un pocoadagio
In dit deel, bestaande uit een reeks variaties op een kort thema, gaat Haydn de geleerde toer op door een consequente toepassing van de contrapunttechniek. Ook hier wordt weer kwistig gewerkt met variaties, maar ze zijn veel overweldigender en ingewikkeld. Door bovendien het thema met veel versieringen (trillers, prallers en gruppetto's) te spelen, bereikt Haydn een effect van versnelling zonder het tempo op te drijven.

### 3e deel:Menuettoal roverso
Het meest merkwaardige deel van deze symfonie en tevens de reden van de bijnaam palindroom-symfonie, is het derde deel oftewel het menuetto al roverso (Italiaans voor omgekeerd menuet). Dit deel bestaat uit een thema, dat in de A-B-A-structuur uitgroeit tot een menuet. De A-lijn is het hoofdthema, terwijl de B-lijn het trio is: een tussenstukje dat gespeeld wordt door slechts 3 instrumenten. Zowel de A- als de B-lijn hebben hun palindroomtegenhanger A' en B', waarbij het thema van achter naar voren gespeeld wordt.

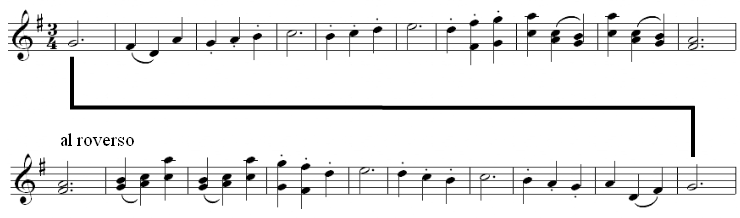
Het derde deel (menuet al roverso) met de aanduiding van de palindroom.

De structuur van het derde deel ziet er als volgt uit:
- Thema A met een herhaling en A' met herhaling
- Trio (thema B) met herhaling en B' met herhaling
- Thema A zonder herhaling en A' zonder herhaling

Maar niet enkel de noten worden van achter naar voor gespeeld, ook de dynamische aanduidingen worden omgedraaid. Zo komt er op de plaats van de forte in thema A een piano in thema A' te staan.

### 4e deel: Finale:Prestoassai
Het laatste deel van de symfonie is een presto assai (zeer snel deel). Door voortdurend herhaalde kwartnoten brengt de baspartij een constante ritmische stuwing teweeg, die slechts enkele malen onderbroken wordt om overgangen te accentueren of om een dramatisch effect te creëren. Sterke dynamische contrasten, plotse pauzes en ritmisch complexe figuren zijn schering en inslag, waardoor het laatste deel een erg levendig karakter krijgt.
1 · 2 · 3 · 4 · 5 · 6 (Le Matin) · 7 (Le Midi) · 8 (Le Soir) · 9 · 10 · 11 · 12 · 13 · 14 · 15 · 16 · 17 · 18 · 19 · 20 · 21 · 22 (De Filosoof) · 23 · 24 · 25 · 26 (Lamentatione) · 27 · 28 · 29 · 30 (Halleluja) · 31 (Hoornsignaal) · 32 · 33 · 34 · 35 · 36 · 37 · 38 (Echo) · 39 · 40 · 41 · 42 · 43 (Mercurius) · 44 (Treursymfonie) · 45 (Afscheidssymfonie) · 46 · 47 (Palindroom) · 48 (Maria Theresia) · 49 (La Passione) · 50 · 51 · 52 · 53 (L'Impériale) · 54 · 55 (De schoolmeester) · 56 · 57 · 58 · 59 (Vuursymfonie) · 60 (Il distratto) · 61 · 62 · 63 (La Roxelane) · 64 (Tempora mutantur) · 65 · 66 · 67 · 68 · 69 (Laudon) · 70 · 71 · 72 · 73 (La chasse) · 74 · 75 · 76 · 77 · 78 · 79 · 80 · 81

88 · 89 · 90 · 91 · 92 (Oxford)

- Bibliothèque nationale de France: cb13913303x (data)
- Library of Congress Control Number: no92006392
- MusicBrainz work: 605416c0-7f18-483c-b758-8e798fb08a2d
- Nationale Bibliotheek van Israël: 987007422449005171
- Virtual International Authority File: 292385632